# Audi Q5
Pour les articles homonymes, voir Q5.
L'Audi Q5 est un SUV familial développé et produit par le constructeur automobile allemand Audi depuis 2008. Sa première génération a été commercialisée de 2008 à 2017, suivie d'une seconde génération de 2017 à 2024, et la troisième à partir de 2024.

## Première génération (2008-2017)

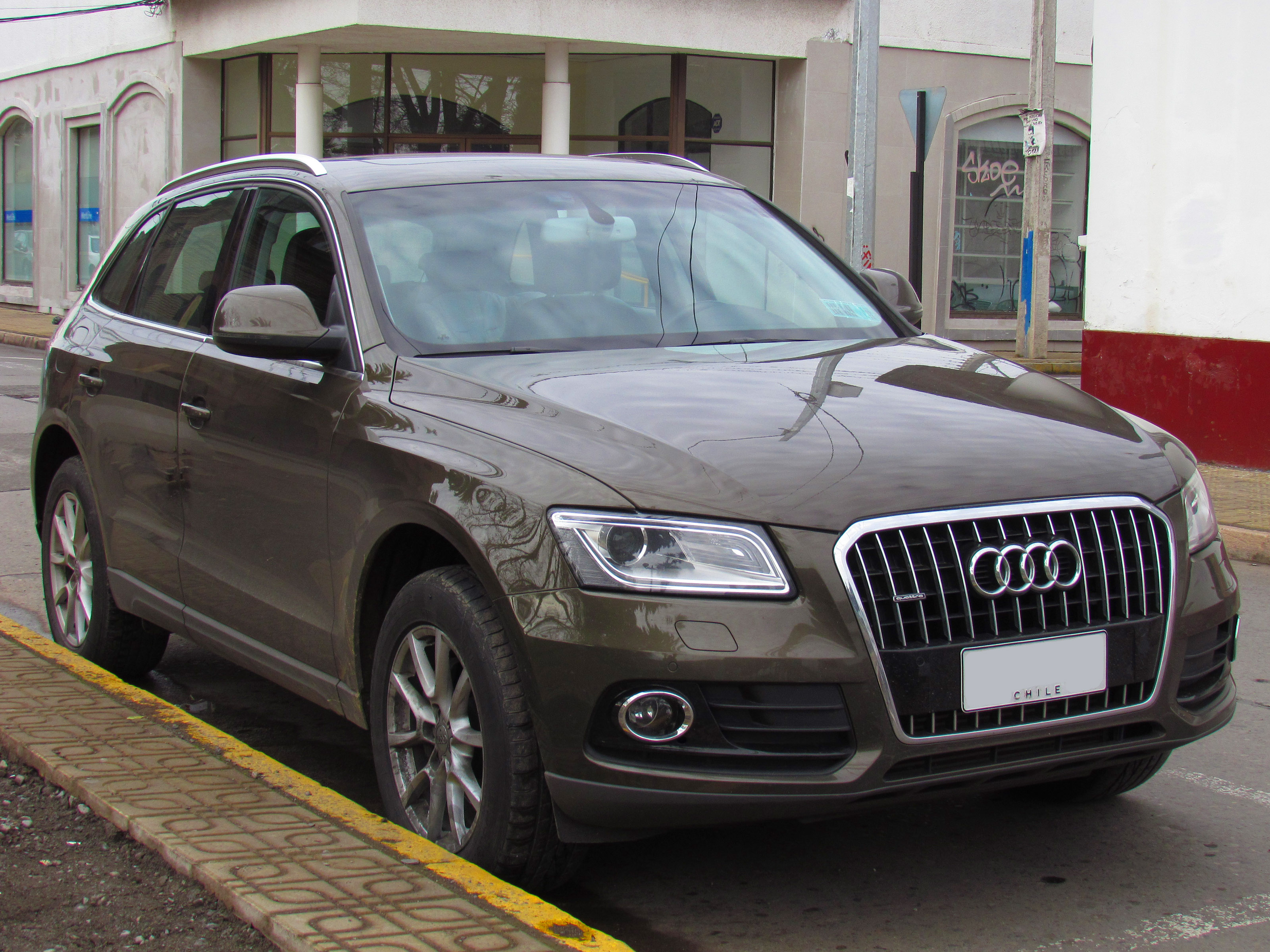
Audi Q5 I Phase 2

Historiquement le deuxième SUV de la marque après l'Audi Q7 lancée fin 2006, la première génération du Q5 est destinée à concurrencer le Mercedes-Benz GLK, le Volvo XC60 mais surtout le BMW X3, référence de la catégorie. Malgré une arrivée tardive dans ce segment ayant connu une véritable explosion en 2008, le Q5 atteint 44 % du marché des SUV compacts de luxe en France. Le succès du Q5 tient, selon le porte-parole d'Audi en France, à « sa ligne élégante, discrète et à sa polyvalence ».
Assemblé à Ingolstadt en Allemagne, il fait partie de la famille A4/A5 avec lesquelles il partage sa plateforme. Beaucoup plus petit que le Q7 avec une longueur de 4 629 mm, le Q5 est néanmoins l'un des plus grands SUV compacts du marché. En vente en concession depuis le mois d'octobre 2008, les tarifs de la Q5 commencent à 38 900 €.

### Design

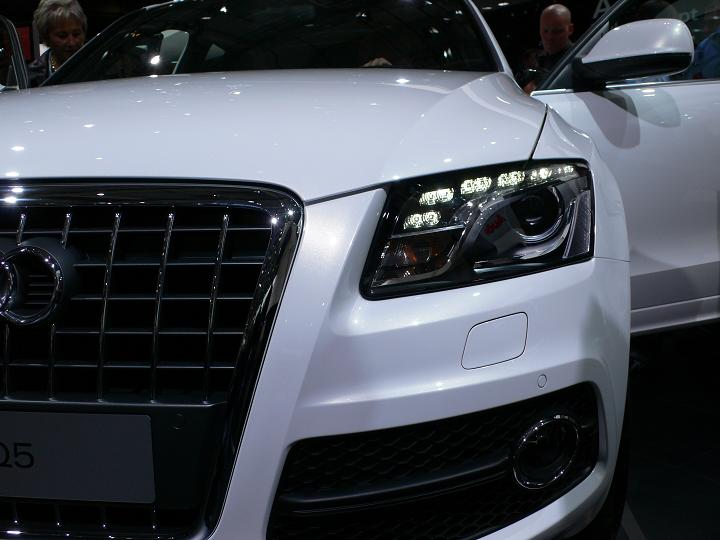
L'Audi Q5 intègre un éclairage de jour grâce à des feux à LED.

Reprenant les traits stylistiques caractéristiques de la marque allemande, il est difficile de se méprendre sur l'affiliation de la Q5 avec Audi. La calandre trapézoïdale Single Frame, les phares carrés intégrant un éclairage de jour grâce à des feux à LED sont autant d'éléments communs aux derniers modèles Audi.
Montée sur des jantes en alliage de 17 à 20 pouces selon les versions, le profil du Q5 est reconnaissable à ses nervures marquées sur les ailes afin de lui donner, selon les designers, un peu de musculature. La ligne de toit en pente douce vers l'arrière est surmontée de minces barres de toit chromées. Fabriqué en aluminium comme le capot, le hayon est suffisamment incliné pour éviter l'impression de posséder un break.
D'un point de vue aérodynamique, le Q5 affiche un nouveau record pour le segment avec un coefficient de traînée (Cx) de 0,33.

### Châssis

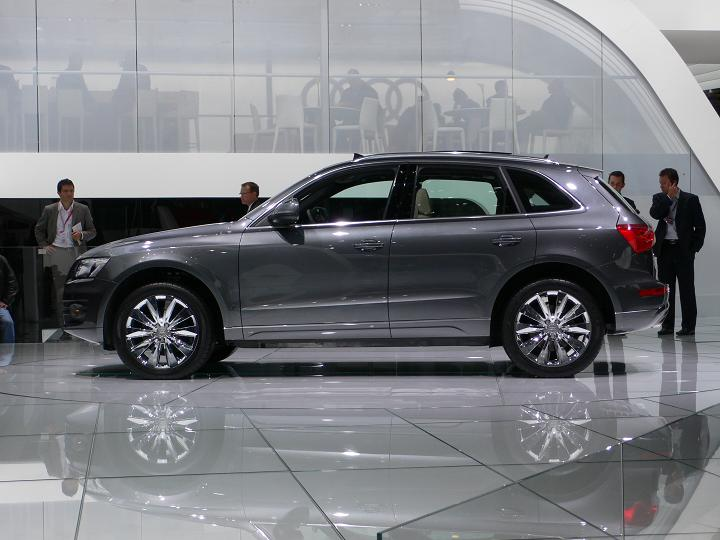
Audi Q5 au Mondial de l'Automobile de Paris 2008.

#### Structure
Tout comme la berline A4 B8 apparue en août 2007, l'Audi Q5 repose sur la plate-forme du coupé A5 et en reprend donc l'empattement de 2 807 mm, l'un des plus grands du segment.

#### Comportement
Sur certaines versions, l'amortissement de l'Audi Q5 est assuré par une suspension pilotée. Ne s'agissant pas d'une suspension pneumatique, la hauteur de caisse ne varie pas. En revanche, l'électronique agit sur la compression des amortisseurs pour un réglage plus ou moins typé sport offrant une conduite plus dynamique, proche du comportement d'une berline malgré la vocation SUV du Q5.
La suspension pilotée est associée au système Audi Drive Select qui assure non seulement le réglage de la suspension en proposant quatre options de réglage — sport, confort, automatique, et individuel — mais également en faisant varier l'effort au volant, l'angle de braquage de la direction dynamique, la réponse à la pédale d'accélérateur et la réactivité de la boîte de vitesses automatique si le véhicule en est équipé. En sélection automatique, le système s'adapte en fonction du pilote. Le mode individuel permet quant à lui de régler l'automobile en panachant confort, sport, et automatique.

### Habitabilité et confort

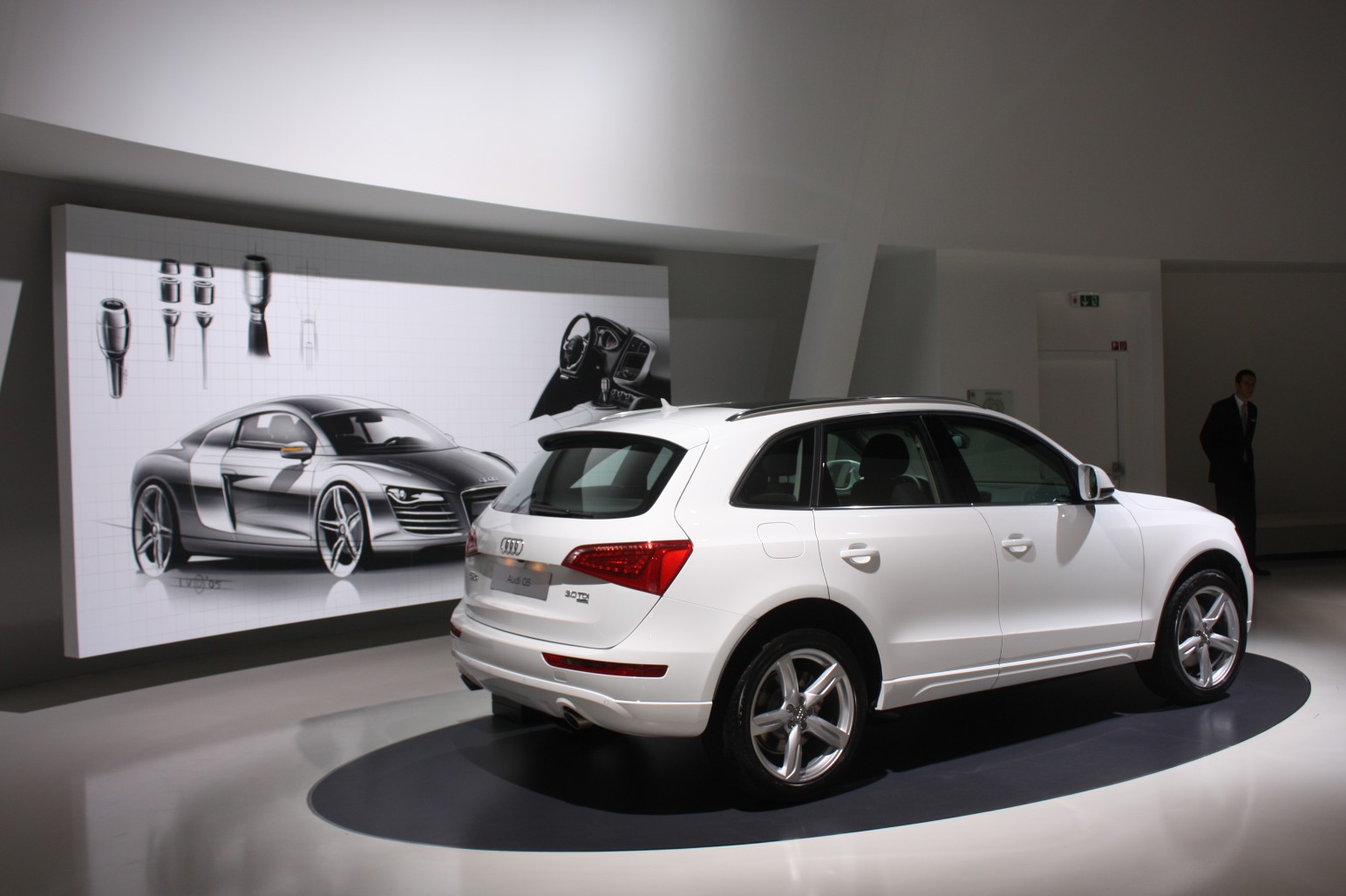
Une Audi Q5 dans lAutostadt de Wolfsburg.

Par ses dimensions généreuses qui en font l'un des plus longs SUV du segment, l'Audi Q5 en devient également l'un des plus spacieux de sa catégorie. D'une longueur de 4 629 mm et d'une largeur de 1 880 mm — soit 7 cm plus large que l'A4, au bénéfice de l'habitabilité — le coffre atteint un volume utile de 540 dm3, contre 480 dm3 pour le BMW X3, le principal rival du Q5. Les sièges rabattus, le coffre offre une capacité de 1 560 litres.
Les places arrière sont ainsi généreuses bien que l'utilisation de la place centrale soit considérablement limitée par un imposant tunnel central nécessaire à l'implantation de la transmission intégrale. Le coffre peut être de surcroit agrandi de dix centimètres au détriment des places arrière grâce à l'option « banquette arrière coulissante », auquel cas le véhicule se voit doté d'une large trappe à skis, le dossier central se rabattant à l'horizontale.
L'habitacle contient de l'aluminium, des bois précieux, du chrome, du cuir ou encore de l'alcantara.

### Niveaux de finition et équipements

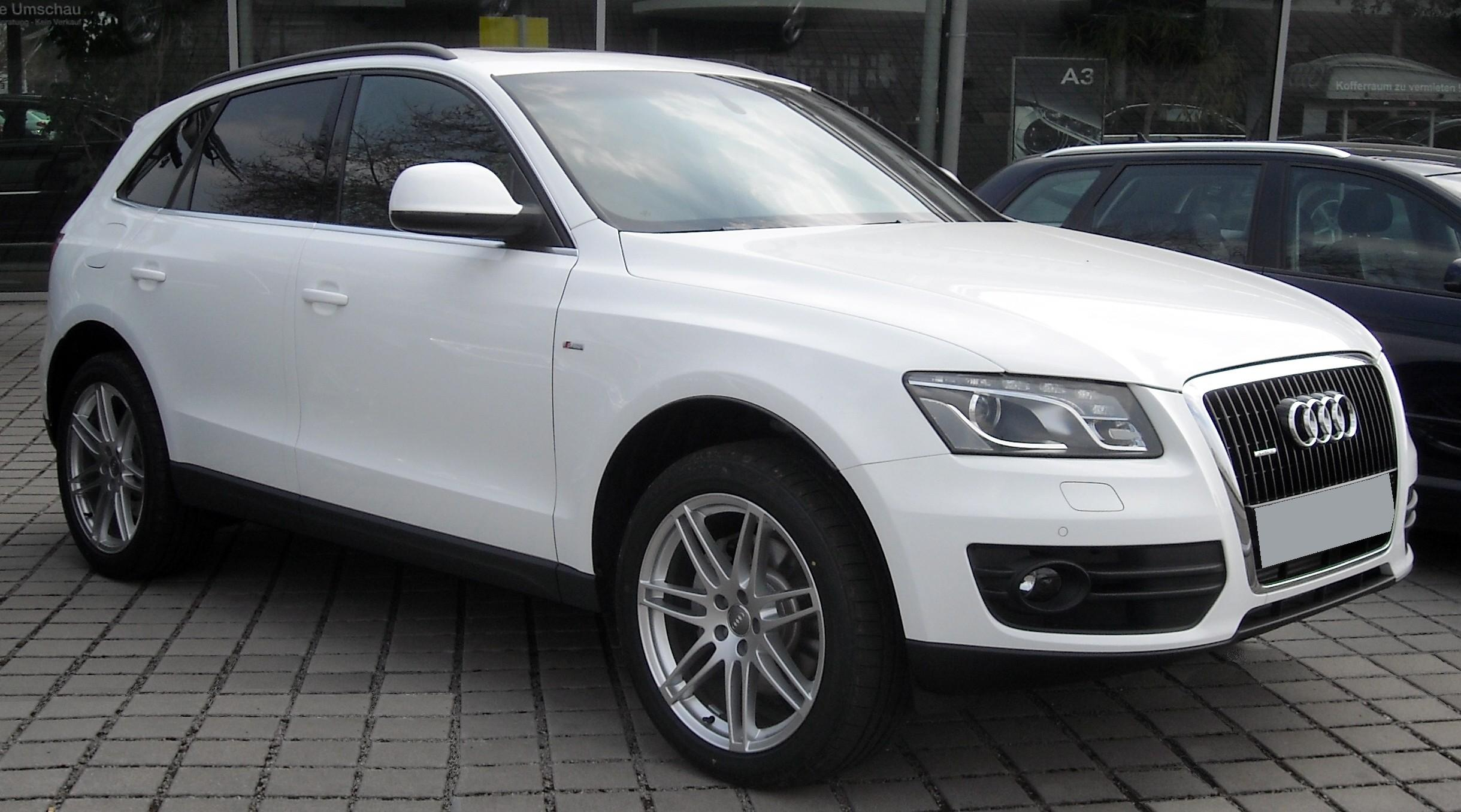
Audi Q5 en finition S-Line.

L'Audi Q5 est le premier modèle à inaugurer le nouveau navigateur GPS de troisième génération Audi. Alors que la cartographie est revue pour en faciliter l'utilisation, le GPS utilise des cartes en 3D grâce à l'intégration d'un processeur de 800 MHz et d'une puce graphique NVIDIA. L'ensemble des décors routiers sont ainsi modélisés en 3D, uniquement dans les grandes villes.
Le système de navigation de l'ordinateur de bord MMI intègre quant à lui une nouvelle fonctionnalité : le juke-box. Un disque dur de 40 Go est disponible pour stocker de la musique à partir d'une carte SD ou d'un CD-ROM. Comme chez Mercedes-Benz, seuls des morceaux de musique déjà compressés peuvent être utilisés. Pour les cartes SD, les connexions sont présentes en façade. La lecture de DVD vidéo sur l'écran du MMI est également disponible lorsque le véhicule est à l'arrêt.
L'Audi Q5 offre également la possibilité de se doter du système Advanced Key. Il s'agit d'un système d'accès et de démarrage sans clef. Clef en poche, passer la main dans une des poignées de portes permet leur déverrouillage tandis que le démarrage ou l'arrêt du moteur est effectué via un interrupteur situé à gauche du levier de vitesses.
L'Audi Q5 peut aussi être équipé, en option, d'un toit ouvrant panoramique couvrant tout l'habitacle.

### Moteurs

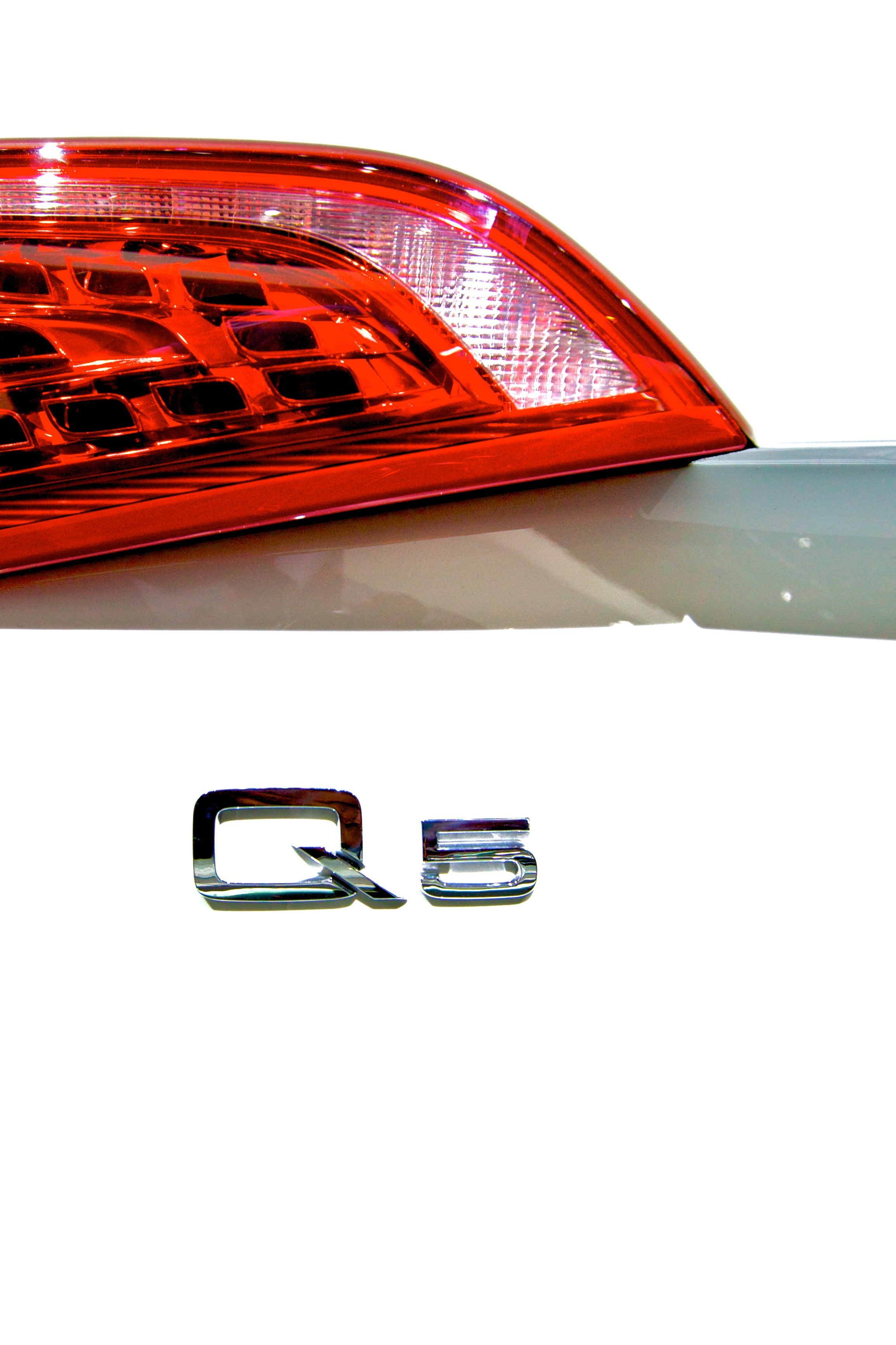

#### Performances
La gamme de motorisation de l'Audi Q5 débute avec deux moteurs essence TFSI turbocompressé à 4 cylindres en ligne et une version hybride électrique. D'une cylindrée de 1 984 cm3, le plus puissant des deux développe une puissance de 211 ch. Un moteur essence V6 FSI est aussi disponible, d'une puissance de 270 ch.
La gamme de motorisation Diesel est quant à elle bien plus variée, il existe en effet le 2.0 TDI 140 ch et 170 ch, et deux diesel de grosse cylindrée avec le 3.0 TDI 240 ch et le SQ5 qui développe un moteur Bi-Turbo de 313 ch.
|               | Q5 2.0 TFSI                    | Q5 2.0 TFSI                    | Q5 2.0 TFSI Hybrid                             | Q5 3.2 FSI                     | Q5 2.0 TDI                     | Q5 2.0 TDI                     | Q5 3.0 TDI                     |
| Énergie       | Essence                        | Essence                        | Essence / Électrique                           | Essence                        | Diesel                         | Diesel                         | Diesel                         |
| Cylindrée     | 1 984 cm3                      | 1 984 cm3                      | 1 984 cm3                                      | 3 197 cm3                      | 1 968 cm3                      | 1 968 cm3                      | 2 967 cm3                      |
| Code moteur   |                                |                                |                                                | CALB                           |                                |                                | CCWA                           |
| Configuration | 4 cylindres en ligne           | 4 cylindres en ligne           | 4 cylindres en ligne                           | 6 cylindres en V               | 4 cylindres en ligne           | 4 cylindres en ligne           | 6 cylindres en V               |
| Puissance     | 180 ch (132 kW) à 4 000 tr/min | 211 ch (155 kW) à 6 000 tr/min | 211 ch (155 kW) + 54 ch (40 kW) à 6 000 tr/min | 270 ch (199 kW) à 6 500 tr/min | 143 ch (105 kW) à 4 200 tr/min | 170 ch (125 kW) à 4 200 tr/min | 240 ch (176 kW) à 4 400 tr/min |
| Couple        | 320 N m à 1 500 tr/min         | 350 N m à 4 200 tr/min         | 480 N m                                        | 329 N m à 3 000 tr/min         | 320 N m à 1 750 tr/min         | 350 N m à 2 500 tr/min         | 500 N m à 3 000 tr/min         |
| Accélération  | 0 à 100 km/h en 8,5 s          | 0 à 100 km/h en 7,2 s          | 0 à 100 km/h en 7,1 s                          | 0 à 100 km/h en 6,9 s          | 0 à 100 km/h en 11,4 s         | 0 à 100 km/h en 9,5 s          | 0 à 100 km/h en 6,5 s          |
| Vitesse maxi  | 210 km/h                       | 222 km/h                       | 225 km/h                                       | 234 km/h                       | 190 km/h                       | 204 km/h                       | 225 km/h                       |
| Consommation  | 8,1 L/100 km                   | 8,6 L/100 km                   | 6,9 L/100 km                                   | 9,3 L/100 km                   | 6,5 L/100 km                   | 6,7 L/100 km                   | 7,5 L/100 km                   |
| CO2           | 188 g/km                       | 199 g/km                       | 159 g/km                                       | 218 g/km                       | 172 g/km                       | 175 g/km                       | 199 g/km                       |
| Prix de base  | 39 100 €                       | 41 130 €                       | 56 300 €                                       | 48 230 €                       | 37 900 €                       | 40 650 €                       | 49 030 €                       |

### Boîte de vitesses et transmissions
Deux types de transmissions sont proposées sur l'Audi Q5 : une boite manuelle à six rapports et une boite automatique, une S-Tronic 7 à sept rapports.

### Finitions

#### Séries spéciales
- Sport Design (2014)
- Advanced (2016)
- Competition Plus (2016)

### Sécurité
L'Audi Q5 se dote en option de technologies modernes de sécurité active. Le système Lane Assist surveille le franchissement involontaire de ligne et en alerte le conducteur par vibrations dans le volant. Le système se désactive lorsque les avertisseurs de changement de direction sont enclenchés. Le système Side Assist surveille quant à lui les angles morts latéraux. Un voyant rectangulaire inséré contre la vitre au niveau des rétroviseurs extérieurs avertit le conducteur de la présence d'un véhicule dans l'angle mort.

### Évolutions
Comme tout véhicule de la marque Audi, la Q5 va connaitre quelques nouveautés en matière de motorisation.
Un moteur Hybrid a également vu le jour, un moteur essence 2.0 TFSI couplé à un moteur électrique.
Le SQ5 fait son apparition en fin d'année 2012, un SUV sportif Diesel développant près de 313 CV doté d'un V6 TDI BI-Turbo (diesel), ou TFSI quattro (essence).

### Audi SQ5
L'Audi SQ5 est la déclinaison plus sportive du SUV à succès d'Audi, le Q5. L'objectif de ce modèle est de viser avant tout la performance,. Une version Plus sera présentée lors du Salon automobile de Francfort 2015, sa puissance sera montée jusqu'à 340ch et son couple à 700 N m grâce à des injecteurs plus haute pression. De plus le différentiel est modifié.

#### Motorisation
Le SQ5 peut-être équipé de 2 motorisations : l'une fonctionnant au diesel, une première pour un modèle Audi à l'appellation S; l'autre à l'essence, mais cette dernière n'est pas disponible chez les concessionnaires français.
| Motorisation | Énergie | Cylindrée | Puissance             | Couple                 | Vitesse max | 0-100km/h | Consommation Extra-urbaine/Urbaine/Mixte | Consommation de CO2 |
| ------------ | ------- | --------- | --------------------- | ---------------------- | ----------- | --------- | ---------------------------------------- | ------------------- |
| 3.0 TDI 313  | Diesel  | 2 967 cm3 | 313 ch à 3 900 tr/min | 650 N m à 1 450 tr/min | 250 km/h    | 5,1 s     | 6,4/7,6/6,8 l/100 km                     | 179 g               |
| 3.0 TFSI 354 | Essence | 2 995 cm3 | 354 ch à - tr/min     | 470 N m à - tr/min     | 250 km/h    | 5,3 s     | -/-/8,5 l/100 km                         | 199 g               |

## Seconde génération (2017-2024)

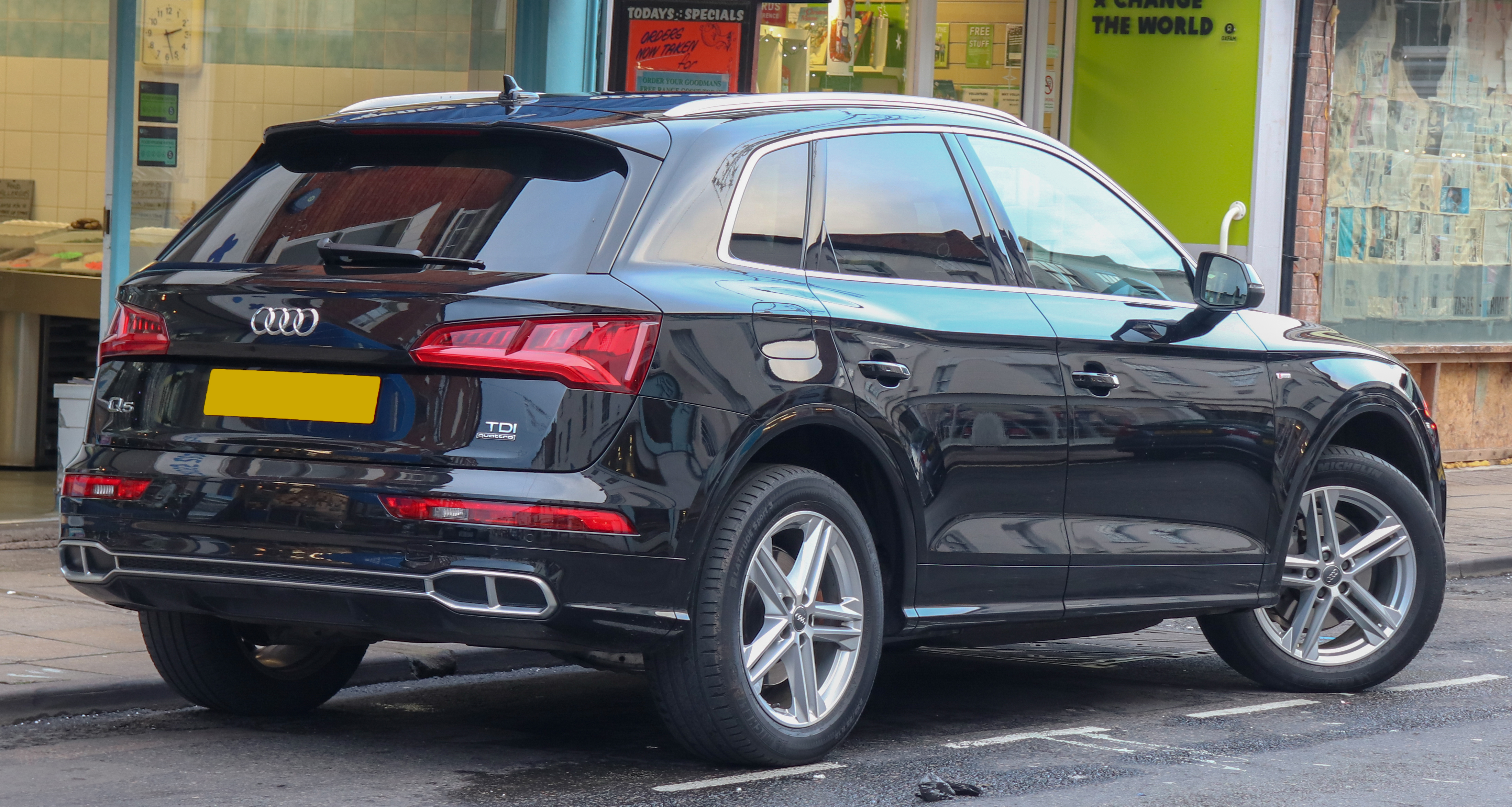
Audi Q5 II S-Line

La seconde génération de l'Audi Q5 est commercialisée début 2017 et arbore huit facettes sur sa calandre,.
Dès l'automne 2020, Audi commercialisera le Q5 "phase 2".

### Phase 1

#### Motorisations
Audi SQ5 TDI
À la suite de la suppression de la version SQ5 TFSI en septembre 2018, Audi présente la version SQ5 TDI de son SUV au Salon international de l'automobile de Genève 2019. Celui-ci est motorisé par un V6 3 litres diesel associé à un système d’hybridation légère 48 volts. L'ensemble fournit 347 ch et 700 N m de couple à la transmission Quattro.
|                                                      | 45 TFSI                      | SQ5 TFSI                  | 35 TDI                      | 45 TDI                      | 50 TDI                 | SQ5 TDI                    | 50 TFSI-e                                                        | 55 TFSI-e                                                        |
| ---------------------------------------------------- | ---------------------------- | ------------------------- | --------------------------- | --------------------------- | ---------------------- | -------------------------- | ---------------------------------------------------------------- | ---------------------------------------------------------------- |
| Disponibilité                                        |                              | (jusqu'en septembre 2018) |                             |                             |                        | (à partir de février 2019) | (à partir de décembre 2019)                                      | (à partir de mai 2019)                                           |
| Moteur                                               | 4-cylindres en ligne essence | V6 essence                | 4-cylindres en ligne diesel | 4-cylindres en ligne diesel | V6 diesel              | V6 diesel                  | 4-cylindres en ligne + électrique                                | 4-cylindres en ligne + électrique                                |
| Alimentation                                         | Turbocompressé               | bi-Turbocompressé         | Turbocompressé              | Turbocompressé              | Turbocompressé         | bi-Turbocompressé          | Turbocompressé                                                   | Turbocompressé                                                   |
| Transmission                                         | Quattro                      | Quattro                   | Quattro                     | Quattro                     | Quattro                | Quattro                    | Quattro                                                          | Quattro                                                          |
| Cylindrée (cm3)                                      | 1 984                        | 2 995                     | 1 968                       | 1 968                       | 2 967                  | 2 967                      | 1 984                                                            | 1 984                                                            |
| Puissance maximale ch (kW)                           | 245 (180)                    | 354 (260)                 | 163 (120)                   | 190 (140)                   | 286 (210)              | 347 (255)                  | thermique : 252 (188) électrique : 143 (106) cumulée : 299 (220) | thermique : 252 (188) électrique : 142 (106) cumulée : 367 (274) |
| au régime de (tr/min)                                | 5 000 à 6 500                | 6 400                     | 3 000 à 4 200               | 3 800 à 4 200               | 3 500 à 4 000          | 2 500 à 3 100              | NC                                                               | NC                                                               |
| Couple maximal (N m)                                 | 370                          | 500                       | 400                         | 400                         | 620                    | 700                        | 370                                                              | 500                                                              |
| au régime de (tr/min)                                | 1 600 à 4 300                | 1 370                     | 1 750 à 2 750               | 1 750 à 3 000               | 2 250 à 3 000          | 2 500                      | 1 250                                                            | 1 250                                                            |
| Boîte de vitesses                                    | Stronic 7 rapports           | Tiptronic à 8 rapports    | Stronic 7 rapports          | Stronic 7 rapports          | Tiptronic à 8 rapports | Tiptronic à 8 rapports     | Stronic 7 rapports                                               | Stronic 7 rapports                                               |
| Vitesse maximale (en km/h)                           | 237                          | 250                       | 211                         | 218                         | 237                    | 250                        | 239                                                              | 250                                                              |
| 0-100 km/h (en s)                                    | 6,4                          | 5,4                       | 9,1                         | 8,1                         | 5,9                    | 5,1                        | 6,1                                                              | 5,3                                                              |
| Consommation (en L/100 km) urbain/extra-urbain/mixte | 9,5/6,4/7,5                  | 10,8/6,8/8,3              | 6,0/5,4/5,6                 | 6,0/5,4/5,6                 | 6,9/5,7/6,2            | 6,6                        | NC                                                               | NC                                                               |
| Émissions de CO2 (en g/km)                           | 172                          | 189                       | 148                         | 149                         | 158                    | 172                        | NC                                                               | NC                                                               |
| Capacité du réservoir (en L)                         | 70                           | 70                        | 65                          | 65                          | 65                     | 65                         | 70                                                               | 70                                                               |
| Masse à vide (kg)                                    | 1 825                        | 1 945                     | 1 845                       | 1 845                       | 1 945                  |                            | NC                                                               | NC                                                               |
| Norme environnementale                               | Euro 6d Temp                 | Euro 6d Temp              | Euro 6d Temp                | Euro 6d Temp                | Euro 6d Temp           | Euro 6d Temp               | Euro 6d Temp                                                     | Euro 6d Temp                                                     |

Données constructeur.

#### Finitions
- Q5
- Design
- Business Executive
- S line
- Design Luxe
- Avus

##### Séries spéciales
- S Edition (2018)

### Phase 2

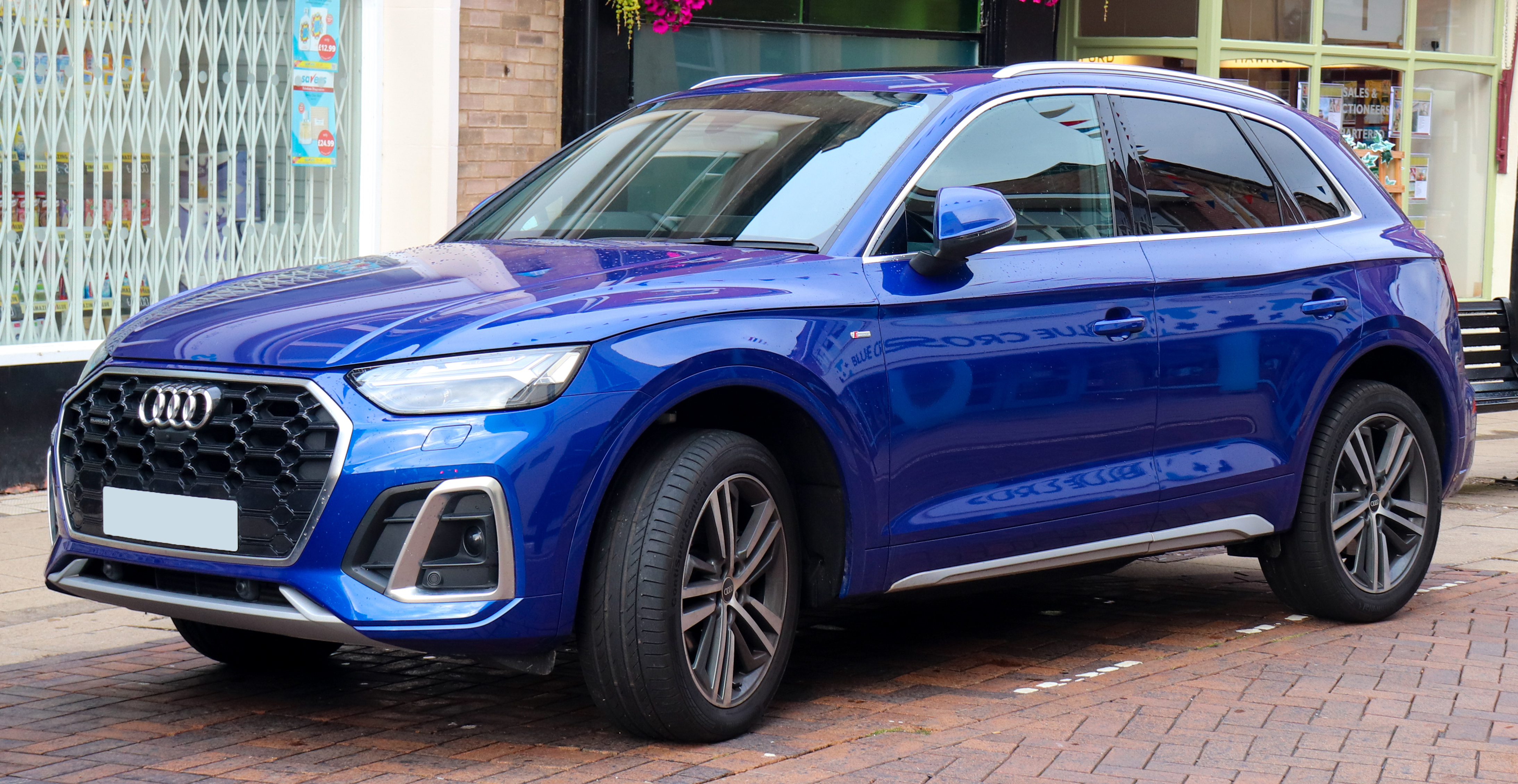
Audi Q5 II Phase 2

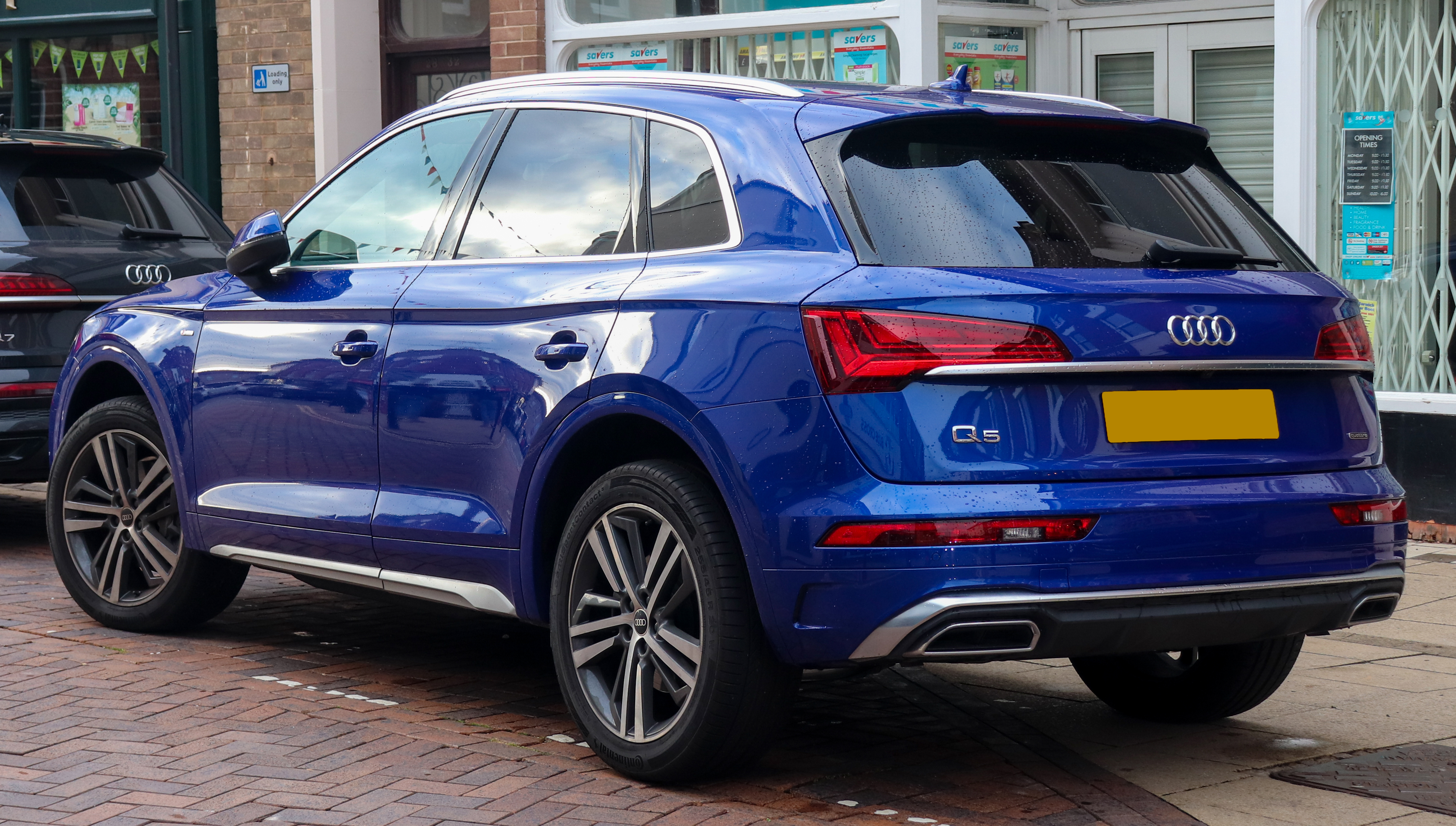
Audi Q5 II Phase 2

Le 29 juin 2020, Audi a dévoilé le restylage du Q5. Cette deuxième phase est commercialisée à l'automne 2020.

#### Esthétique
Les phares LED adoptent une nouvelle signature. Au niveau du bouclier avant, les entrées d'air latérales changent de forme (elles sont désormais verticales). Le contour de la calandre est affiné. À présent, elle est séparée des phares, car le métal qui faisait le tour de la calandre n'est plus présent.
Les feux arrière disposent désormais de la technologie OLED numérique. Ainsi, les clients peuvent choisir entre 3 dessins des feux différents. Ces feux sont à présent reliés par un insert, alors que le diffuseur est redessiné.
Deux nouvelles teintes, nommées "vert de quartier" et "ultra bleu" sont disponibles.

#### Motorisations
Seul le 40 TDI est disponible lors du lancement. Il adopte un système de micro-hybridation et développe 204 chevaux. D'autres motorisations viendront par la suite compléter l'offre.
En diesel, le 40 TDI est décliné en 2 niveaux de puissance supplémentaires alors qu'un V6 4.0 TDI fait son apparition au sommet de la gamme. En essence, deux 4-cylindres TFSI sont proposés. Les variantes hybrides rechargeables sont reconduites. Le volume de coffre, toujours restreint pour ces variantes (395 dm³), est inférieur à celui des versions essence et diesel qui proposent un volume de 550 dm³.

#### Finitions
Basée sur la finition S Line (de la phase 1), une version de lancement "Edition One" est disponible dès l'automne 2020. Elle est disponible à partir de 55 100 €.

### Audi Q5 Sportback

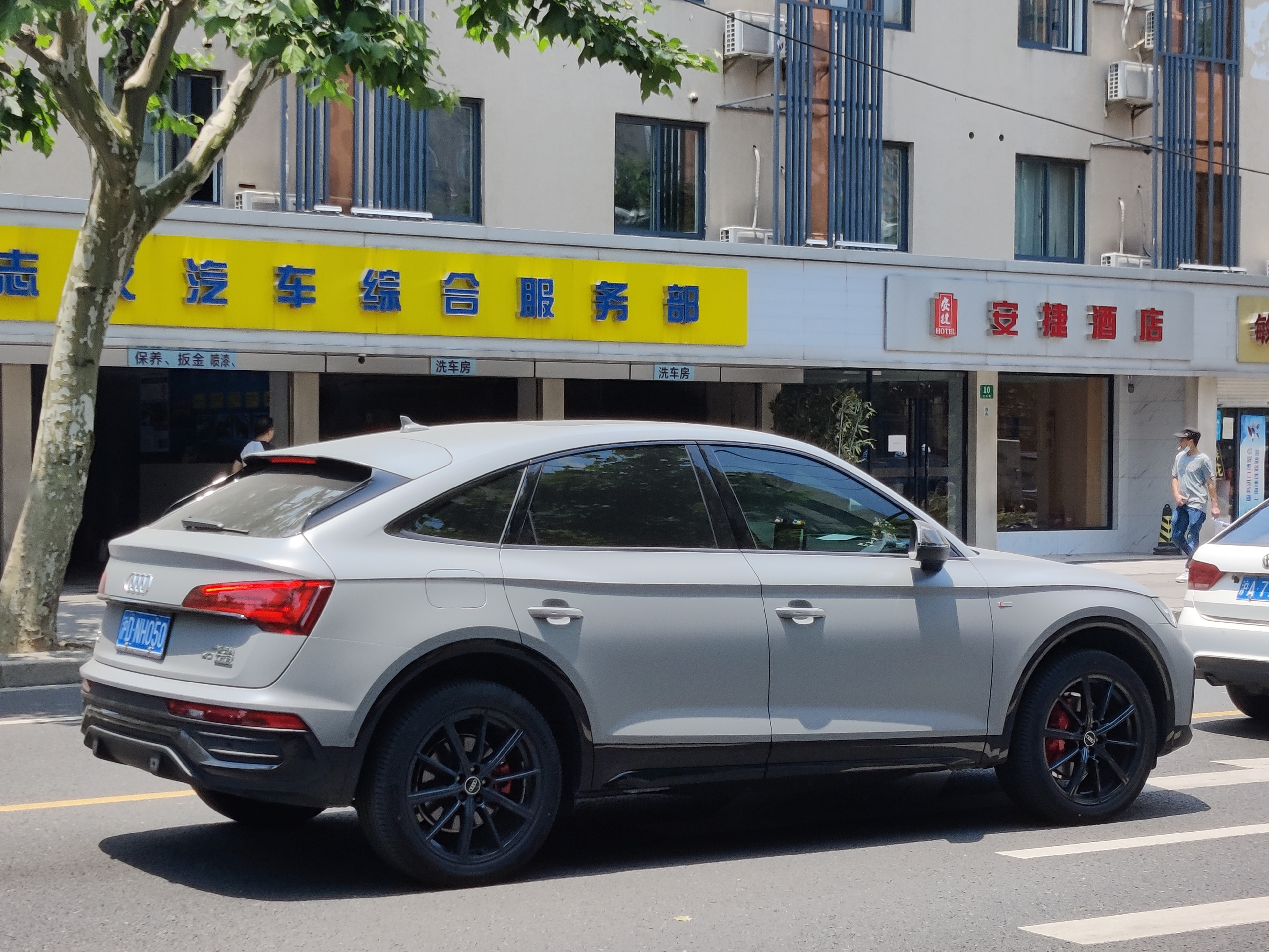
Vue de l'arrière.

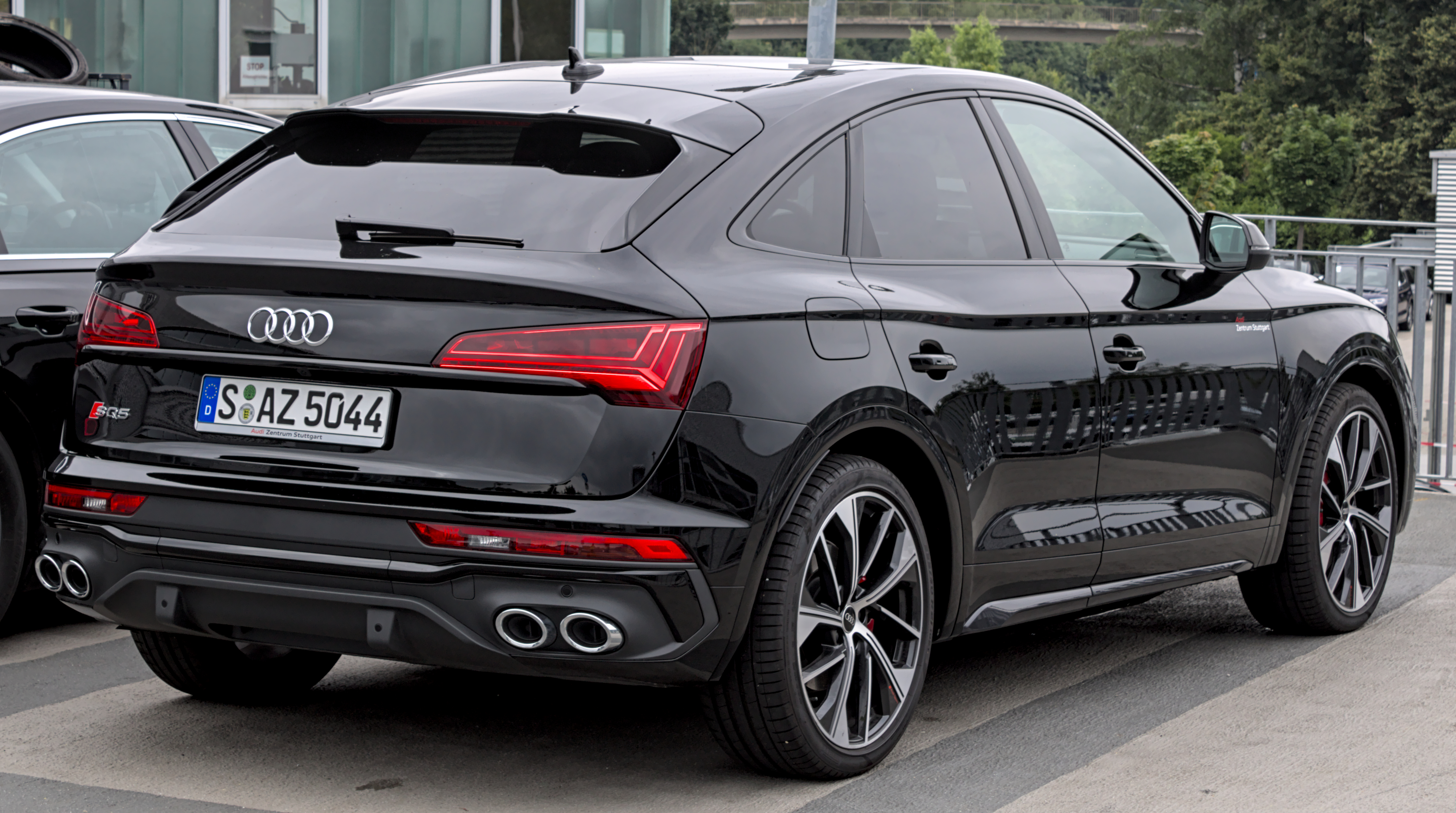
Audi SQ5 Sportback.

Depuis début 2021, à la suite de son restylage, l'Audi Q5 de seconde génération se décline en version "coupé" nommée Q5 Sportback. 
Cette nouvelle version reprend la face avant restylée du Q5 mais pas l'arrière, qui se démarque par un pavillon plongeant et un vitrage latéral redessiné. En outre, le bouclier arrière et le hayon diffèrent du Q5 "classique". 
Motorisations
En diesel, l'Audi Q5 Sportback propose deux motorisations : les 35 TDI (163 ch) et 40 TDI (204 ch).
L'Audi Q5 Sportback est également disponible en hybride rechargeable, avec deux versions au catalogue : les 50 TFSI e (299 ch) et 55 TFSI e (367 ch).
Une version sportive nommée SQ5 Sportback est proposée, avec un moteur diesel de 341 ch. 
Finitions
- Design
- S Line
- Avus

Une finition Business Executive est également disponible pour les professionnels. 

## Troisième génération (2024-...)
La 3e génération de Q5 est présentée le 2 septembre 2024.